# Ivan Jandl

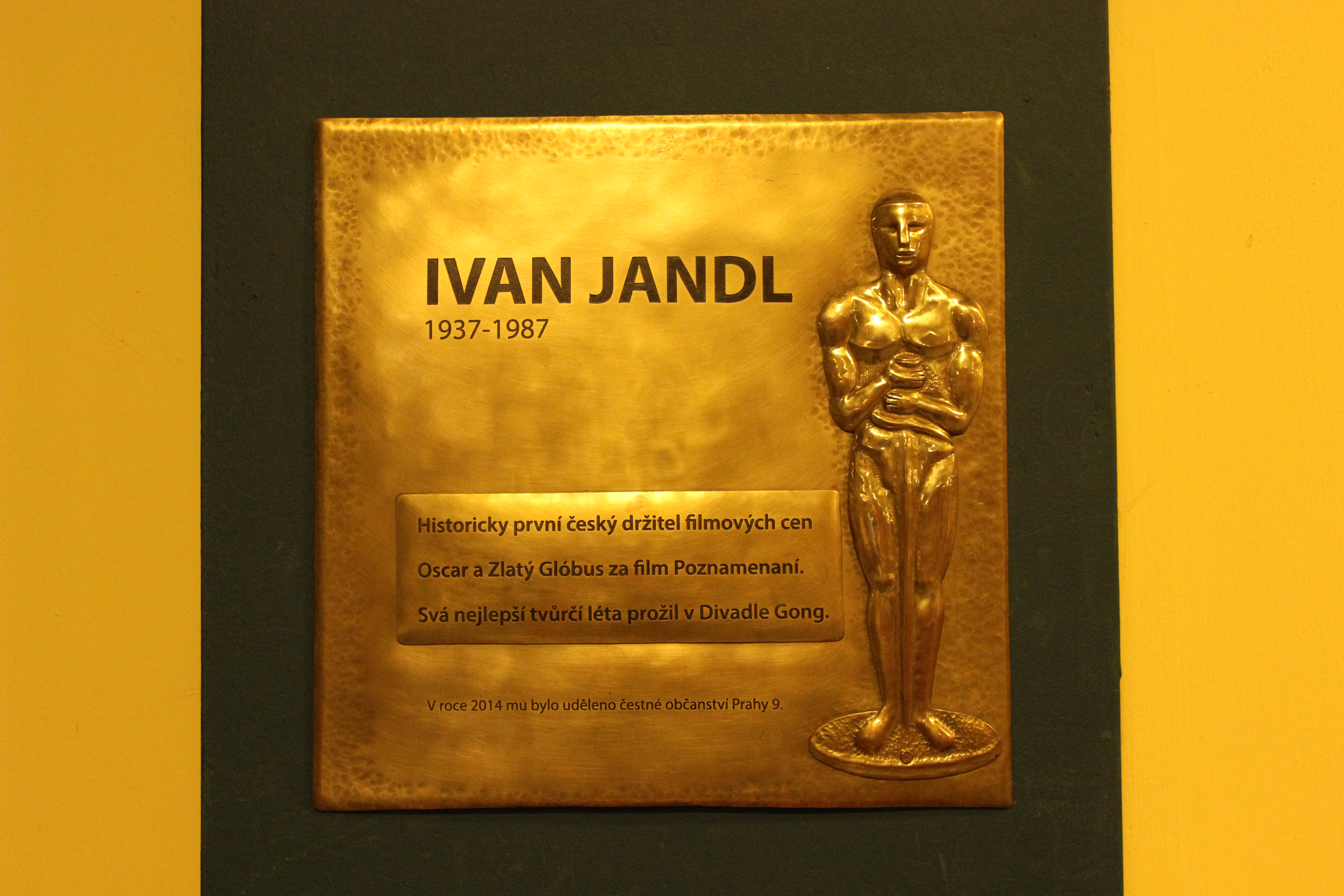
Placa no Teatro Gong.

Ivan Jandl (24 de janeiro de 1937 — 21 de novembro de 1987) foi um ator tcheco. Ele ganhou um Oscar Juvenil por seu papel no filme Perdidos na Tormenta (1948) estrelado por Montgomery Clift que conta a história de um jovem sobrevivente de Auschwitz em busca de sua mãe nas ruínas da Europa do pós-guerra.